# مارغريت سيدون
مارغريت سيدون (بالإنجليزية: Margaret Seddon)‏ هي ممثلة أمريكية، ولدت في 18 نوفمبر 1872 في واشنطن العاصمة في الولايات المتحدة، وتوفيت في 17 أبريل 1968 في فيلادلفيا في الولايات المتحدة.

## أعمال

### أفلام
- السيد ديدز يذهب إلى المدينة
- ديفيد كوبرفيلد
- مبتسما للأبد
- هولمز في واشنطن

## وصلات خارجية
- مارغريت سيدون على موقع IMDb (الإنجليزية)
- مارغريت سيدون على موقع أول موفي (الإنجليزية)
- مارغريت سيدون على موقع قاعدة بيانات برودواي على الإنترنت (الإنجليزية)
- مارغريت سيدون على موقع قاعدة بيانات الفيلم (الإنجليزية)